# Galerina embolus
Galerina embolus är en svampart som först beskrevs av Elias Fries, och fick sitt nu gällande namn av Peter D. Orton 1960. Enligt Catalogue of Life ingår Galerina embolus i släktet Galerina,  och familjen Strophariaceae, men enligt Dyntaxa är tillhörigheten istället släktet Galerina,  och familjen buktryfflar. Arten är reproducerande i Sverige. Inga underarter finns listade i Catalogue of Life.